# ブロゾーロ
ブロゾーロ（伊: Brozolo）は、イタリア共和国ピエモンテ州トリノ県にある、人口約400人の基礎自治体（コムーネ）。

## 地理

### 位置・広がり

#### 隣接コムーネ
隣接するコムーネは以下の通り。括弧内のATはアスティ県所属を示す。
- ブルザスコ
- コッコナート (AT)
- モランセンゴ＝トネンゴ (モランセンゴ、AT)
- ロベッラ (AT)
- ヴェッルーア・サヴォーイア

## 行政

### 分離集落
ブロゾーロには、以下の分離集落（フラツィオーネ）がある。
- Braia, Casaretto, Fabbrica, Fabbrichetta, Grisoglio, Peile, Piai, Piazzone, Pirenta, Stazione, Vallà, Vignali